# Макаров Владислав Миколайович
Владислав Макаров (1 серпня 1955, Київ — 23 січня 2016) — український рок-музикант, композитор, інженер театрального світла. Учасник та один із засновників рок-гурту «Кому вниз» (ведуча гітара).

## Біографія
Працював освітлювачем у професійних театрах. У 1988 році, разом із Андрієм Середою, став зачинателем невеличкої рок-формації в Києві, яка, з роками, виросла в культовий музичний гурт України. Відтак, з 1988 по 2003 рік був учасником гурту «Кому вниз», де виконував провідні гітарні партії.
У 2003 році Владислав полишив музичний колектив задля своїх музичних проєктів. Але з цим не склалося, а хвороби остаточно підкосили музиканта.

### Особисте життя
Був двічі одружений: від першого шлюбу — син Дмитро, від другого — син Георгій.
Любив баскетбол.